# Lago de Foy
Lago de Foy (también llamado Pāhartali o Faiz y en bengalí: ফয়েজ লেক) es un lago artificial en Chittagong, en el país asiático de Bangladés. Fue excavado en 1924 y fue nombrado Foy por el ingeniero ferroviario Foy. Un parque de diversiones, gestionado por el grupo Concord, se encuentra aquí. El lago se encuentra junto a la Colina de Batali, la montaña más alta del área metropolitana Chittagong